# SV Admira Wiener Neustadt
SV Admira Wiener Neustadt is een Oostenrijkse voetbalclub uit Wiener Neustadt, in de deelstaat Neder-Oostenrijk.

## Geschiedenis

### Oprichting
Reeds in 1915 kwamen door voetbal bezeten jonge mannen uit het stadsdeel Josefstadt samen om te voetballen. In 1918 besloten deze jongens een nieuwe club op te richten en in 1919 werd Arbeitersportklub Admira Wiener Neustadt officieel opgericht.

### Tussenoorlogse tijd
In 1922/23 werd de club kampioen van de 4. Klasse Wechsel en won zo de eerste trofee. In 1930 leek het alsof de club opgeheven zou worden maar met een nieuwe jonge ploeg kon de club promoveren naar de 1. Klasse Süd. Omwille van de politieke onrust in het Oostenrijk van 1934 werd de club dwangmatig opgeheven maar werd een jaar later heropgericht en begon toen ook met een jeugdelftal. De club speelde vriendschappelijke wedstrijden tegen clubs uit Praag, Brno, Olomouc, Boedapest en Sopron.

### Fusie
Na de Tweede Wereldoorlog was Admira de eerste club uit Neder-Oostenrijk die de activiteiten hervatte. De club die op de Wackerplatz speelde verhuisde nu ook naar de eigen Admiraplatz. Door de sponsor Raxwerke werd de naam veranderd in ASK Raxwerke Admira Wiener Neustadt. Korte tijd daarna fusioneerde de club met FC Josefstadt en trad daarna onder de naam SV Raxwerke Admira-Josefstadt aan.
Begin jaren vijftig degradeerde de club uit de 1. Klasse (tweede klasse van Neder-Oostenrijk) en promoveerde in 1955 terug naar daar. In 1958 werd de club kampioen en promoveerde zo naar de Landesliga (derde klasse van Oostenrijk).
Na acht seizoenen degradeerde de club twee seizoenen op rij.

### De gouden jaren en promotie naar hoogste klasse
Nadat Hans Besenlehner trainer werd in 1968 begon het gouden tijdperk voor Amdira dat op vijf jaar tijd naar de hoogste klasse promoveerde. In 1969 werd de club kampioen van de Unterliga Süd-Südost voor stadsrivaal ESV Wacker. In 1971 speelde de club weer in de Landesliga. De club versterkte zich met spelers als Fritz Tiefenbrunner, Hubert Hutfless en Sigi Pfalzer van rivaal 1. Wiener Neustädter SC en promoveerde naar de Regionalliga (tweede klasse).
Voor het eerste seizoen in de Regionalliga versterkte de club zich met spelers als Walter Glechner (Rapid Wien) en Adolf Dirnberger Austria Wien. Net voor de winterstop werd Admira herfstkampioen vóór Wiener Neustädter. Aan het einde van het seizoen werd de club kampioen met vier punten voorsprong op SV Wienerberger en vijf op Wiener AC. De promotie naar de Nationalliga is het grootste succes uit de clubgeschiedenis.
Nadat de club promoveerde veranderde de naam in SV Admira Wiener Neustadt. Daar ging het de club niet zo voor de wind. Voor de winterstop kon de club enkel tegen VÖEST Linz winnen. Na de winterstop werden nog SC Eisenstadt en Grazer AK verslagen. Drie overwinningen volstonden echter niet om het behoud te verzekeren en Admira werd laatste met tien punten achterstand op Schwarz-Weiß Bregenz.

### Snelle val in de anonimiteit
In 1973/74 werd de club vierde. Na dit seizoen veranderde de competitie echter drastisch. Van de zeventien eersteklassers degradeerden er zeven clubs en geen enkele promoveerde uit de tweede klasse. Enkel de eerste twee waren geplaatst voor de Nationalliga die het volgend seizoen van start ging. De nummer drie kon nog een eindronde spelen en Admira eindigde met evenveel punten als Badener AC maar werd op de vierde plaats gezet door een slechter doelsaldo waardoor Badener de eindronde speelde tegen Rapid Lienz terwijl Admira degradeerde naar de Regionalliga die nu een derde klasse was geworden.
De snelle opmars van de club gaf nu financiële problemen als gevolgd waardoor de betere spelers verkocht werden. Dit had dan weer zijn weerslag op de resultaten en de club degradeerde opnieuw op basis van een slechter doelsaldo. In de volgende jaren volgde verder degradatie naar de lagere klassen van Neder-Oostenrijk. In 1983 werd de club kampioen van de 2. Klasse Süd en drie jaar later nog van de 1. Klasse. Hierna volgde echter weer degradatie.

## Naamsveranderingen
- 1919 — ASK Admira Wiener Neustadt
- 1945 — ASK Admira Rax-Werke Wiener Neustadt
- 1950 — ASK Admira-Josefstadt (na fusie met FC Josefstadt)
- 1972 — SV Admira Wiener Neustadt

## Bekende spelers
- Adolf Dirnberger
- Rudolf Flögel
- Karl Fröhlich
- Walter Glechner
- Hans Menasse
- Siegmund Pfalzer
- Alois Piringer
- Hans Riegler